# Tost
Tost (engl. toast) ili prepečenac je tanko narezan bijeli kruh koji se jede ugrijan i prepržen, obično kao osnova za sendvič. Najčešće se pripravlja pomoću tostera, a konzumira mazanjem maslaca, margarina i slatkih premaza poput džema ili marmelade.
Sam postupak grijanja i prženja, odnosno preprživanja tosta naziva se tostiranjem.